# Jumpin' Jive
Joe Jackson's Jumpin' Jive, spesso abbreviato Jumpin' Jive, è un album in studio del musicista inglese Joe Jackson accreditato alla "Joe Jackson's Jumpin' Jive" e pubblicato nel 1981.

## Descrizione
Jumpin' Jive contiene standard del jazz e dello swing degli anni trenta—quaranta riarrangiati da Joe Jackson. Il brano eponimo (originariamente scritto da Cab Calloway, Frank Froeba e Jack Palmer e inciso nel 1939) è forse il più conosciuto insieme a Tuxedo junction, e fu pubblicato anche come singolo. 

## Accoglienza
L'album raggiunse il 14º posto nelle classifiche britanniche e il 42° nelle statunitensi. Nella sua Enciclopedia della musica rock, Eddy Cilìa definisce l'album "delizioso per quanto rétro."

## Formazione
- Joe Jackson – voce e vibrafono
- Dave Bitelli – sassofono tenore e clarinetto
- Graham Maby – basso
- Raul Olivera – tromba
- Pete Thomas – sassofono alto
- Larry Tolfree – percussioni
- Nick Weldon – pianoforte
- All – Backing vocalist

## Cover
- Fotografia – Anton Corbijn
- Cover Design – Corbijn and Jackson

## Tracce
Tutte le canzoni sono arrangiate da Joe Jackson.
1. Jumpin' with Symphony Sid (Lester Young, King Pleasure) – 2:43
2. Jack, You're Dead (Richard Miles, Walter Bishop) – 2:46
3. Is You Is or Is You Ain't My Baby (Bill Austin, Louis Jordan) – 4:57
4. We the Cats (Shall Hep Ya) (Cab Calloway, Jack Palmer) – 3:19
5. San Francisco Fan (M. More) – 4:28
6. Five Guys Named Moe (Jerome Bresler, Larry Wynn) – 2:30
7. Jumpin' Jive (Cab Calloway, Frank Froeba, Jack Palmer) – 2:41
8. You Run Your Mouth (and I'll Run My Business) (Louis Armstrong) – 2:31
9. What's the Use of Getting Sober (When You're Gonna Get Drunk Again) (Meyers) – 3:46
10. You're My Meat (Skeets Tolbert) – 2:54
11. Tuxedo Junction (Erskine Hawkins, Buddy Feyne, William Johnson, Julian Dash) – 5:18
12. How Long Must I Wait for You (Paul Specht) – 4:06